# Субай, Самах
Самах Субай (араб. سماح سبيع‎) — йеменская юристка, оказывающая юридическую поддержку семьям, у которых «исчезли» дети. Дети исчезают в результате гражданской войны в Йемене (с 2015 года по настоящее время), многие люди были задержаны, подвергнуты пыткам и содержатся в неизвестных местах. В результате семьи не знают, где содержатся их члены и в порядке ли они.
За свою работу Субай была включена в список 100 вдохновляющих и влиятельных женщин со всего мира по версии Би-би-си за 2019 год.